# 제임스 브라이언트 코넌트
제임스 브라이언트 코넌트(영어: James Bryant Conant, 1893년 3월 26일 ~ 1978년 2월 11일)는 미국의 화학자, 외교관이다. 하버드 대학교의 총장을 지냈고, 1955년부터 1957년까지 초대 서독 주재 미국 대사를 역임했다.